# Орерокпе
Орерокпе (англ. Orerokpe) — город на юге Нигерии, на территории штата Дельта. Входит в состав района местного управления Окпе.

## Географическое положение
Город находится в центральной части штата, в западной части дельты Нигера, на высоте 38 метров над уровнем моря.
Орерокпе расположен на расстоянии приблизительно 107 километров к юго-западу от Асабы, административного центра штата и на расстоянии 411 километров к юго-юго-западу (SSW) от Абуджи, столицы страны.

## Население
По данным оценочным данным 2012 года численность населения Орерокпе составляла 83 304 человек.

## Транспорт
Ближайший аэропорт расположен в городе Варри.